# Großenehrich
Großenehrich é uma cidade da Alemanha localizada no distrito de Kyffhäuserkreis, estado da Turíngia.
Pertence ao Verwaltungsgemeinschaft de Greußem.

## Demografia
Evolução da população (em 31 de dezembro):
| - 1996 – 3045 - 1997 – 3059 - 1998 – 3038 - 1999 – 3042 | - 2000 – 3061 - 2001 – 3054 - 2002 – 3002 - 2003 – 2994 | - 2004 – 2950 - 2005 – 2890 - 2006 – 2811 - 2007 – 2805 |

Fonte: Datenquelle - Thüringer Landesamt für Statistik